# أذن (نبات)
أُذُن هو نوع نباتي يتبع جنس كلنكو.